# Marokkos fodboldlandshold
Marokkos fodboldlandshold (arabisk: منتخب المغرب لكرة القدم), kælenavnأسود الأطلس (Atlas-løverne)) er det nationale fodboldhold i Marokko. De var det første afrikanske hold, der vandt en slutrundegruppe ved et VM, hvilket skete ved 1986.

## Historie

### De gyldne generationer

#### VM 1986 i Mexico
Landsholdet kvalificerede sig for bare anden gang til VM i fodbold 1986, som fandt sted i Mexico, hvor man overraskende vandt gruppen over storholdene Portugal, England og Polen, takket være to uafgjorte kampe mod englænderne og polakkerne og en 3-1 sejr mod portugiserne. I ottendedelsfinalen blev man dog slået ud af Vesttyskland, med mål fra Lothar Matthäus et minut før tid. Marokko blev det første afrikanske og arabiske landshold til at have kvalificeret sig til VM-slutspillet.
To år senere stod de ved African Cup of Nations i 1988 som værtsnation, med store forventninger. Efter at have vundet gruppespillet, blev de slået ud i semifinalen af Cameroun og endte på en skuffende fjerdeplads, efter bronzekampen mod Algeriet (1-1, efter forlænget spilletid og 4-3 efter straffesparkskonkurrence).
Den efterfølgende VM-slutrunde i 1990, glippede man i kvalifikation og indledte herefter en kriseperiode. Ved African Cup of Nations i 1992 blev holdet slået ud i grupperunden. Derefter deltog de ikke i de turneringen i 1994 og 1996. De kvalificerede sig dog til VM 1994 i USA og ved VM 1998 i Frankrig.

#### Afrikansk succes og VM-sensation
Det marokkanske landshold vendte tilbage til VM-slutrunden efter 20 års fravær, ved VM i fodbold 2018 i Rusland. Nordafrikanerne endte i gruppe B sammen med VM-favoritterne Spanien, Portugal og Iran. I åbningskampen mod Iran viste holdet stor kampgejst og dedikation, men tabte 1-0 i kampens sidste minutter, på et selvmål. I deres anden kamp mod Portugal, tabte man igen med cifrene 1-0, på et mål scoret af Cristiano Ronaldo. I den sidste kamp mod Spanien tog de føringen til 2-1, men endte med at spille uafgjort til 2–2, hvoraf de marokkanske målscorere var Khalid Boutaïb og Youssef En-Nesyri.
Ved Africa Cup of Nations i 2019 gik holdet ind til turneringen med stoe selvtillid og udråbte blandt andet sig selv som favoritter til at vinde slutrunden. Men på trods af tre sejre på stribe i gruppespillet, blev de overraskende slået ud af miniputnationen Benin i ottendedelsfinalen.
Ved de afrikanske mesterskaber i 2020 i Cameroun, vandt Marokko sin anden afrikanske mesterskabstitel. Anført af Ayoub El Kaabi besejrede de Togo (1-0), Rwanda (0-0), Uganda (5-2), Zambia (3-1), og Cameroun (4-0). I finalen vandt landsholdet 2-0 over Mali, hvor begge mål blev scoret sent i anden halvleg af Soufiane Bouftini og Ayoub El Kaabi. Marokko blev dermed det første hold til at vinde mesterskabet to gange i træk. Soufiane Rahimi blev efterfølgende kåret som turneringens bedste spiller, efter at have scoret 5 mål.
Efter at have vundet deres kvalifikationsgruppe til Africa Cup of Nations i 2021, som bestod af Mauretanien, Burundi og Centralafrikanske Republik, var landsholdet en af favoritterne til at vinde turneringen, der blev afholdt i Cameroun. Marokko blev udtrukket til gruppe E, som også omfattede Gabon, Ghana og Comorerne. Holdet vandt de to første kampe over Ghana og Comorerne og spillede uafgjort i sidste gruppekamp mod Gabon, hvilket sikrede holdet førstepladsen i gruppen. I ottendedelsfinalen besejrede de Malawi 2–1, men blev efterfølgende elimineret i kvartfinalen, efter et 2-1-nederlag til Egypten.
Efter at have kvalificeret sig til VM i fodbold 2022 i Qatar, ved at vinde CAF's tredje runde af de afrikanske kvalifikationskampe, endte holdet i gruppe F sammen med Kroatien, Belgien og Canada. Her var det på forhånd ikke forventet at, de skulle avancerer. I første kamp spillede de overraskende 0-0 mod Kroatien og lavede en af VM-slutrundens største overraskelser ved at slå guldfavoritterne Belgien 2–0. I den sidste gruppekamp vandt de formstærkt 2–1 over Canada og kvalificerede sig dermed til VM-ottendedelsfinalen som gruppevinder. Det var samtidig første gang siden 1986, at holdet var kommet videre fra gruppespillet. Her mødte de Spanien, hvor de spillede uafgjort 0-0 i den ordinære spilletid og dermed tvang kampen ud i straffesparkskonkurrence. Målmand Yassine Bounou reddede to spanske straffespark, og Achraf Hakimi scorede det afgørende straffespark med en panenka, og dermed sikrede landets første VM-kvartfinale i historien. I kvartfinalen mødte man Portugal, der trods marokkanernes flotte slutrunde var favoritter til at vinde. Alligevel lykkedes det, at spille tæt op med portugiserne i første halvleg og kunne efter 42 minutter indkasserer kampens eneste og afgørende scoring fra stjernen Youssef En-Nesyri. Til trods for portugisernes utallige forsøg på udligning i løbet af anden halvleg og overtid, lykkedes det de nordafrikanske underdogs at kvalificerer sig til holdet første VM-semifinale nogensinde. Holdet blev desuden det første afrikanske landshold, til at nå en VM-semfinale. Efter kvartfinalesensationen var landsholdet nu i stort fokus og blev i flere sammenhænge udpeget som de helt store jokere til at vinde VM-trofæet. Desværre mødte de overmagten fra Frankrig i semifinalen, der vandt sikkert 0–2 til trods for stor marokkansk boldbesiddelse og flere større chancer, hvilket samtidig satte en stopper for Marokkos VM-drømme. Til kampen gik det forlydender om at mere end 20.000 marokkanere var rejst til Qatar, for at overvære semifinalen.
Den 17. december spillede de bronzekamp mod Kroatien, i en revanche fra gruppespillet 25 dage forinden. Her tabte holdet dog igen 1–2 og sluttede dermed på en "skuffende" fjerdeplads. Slutrunden indbragte desuden landsholdets bedste internationale resultat hidtil.

## Spillere

### Nuværende spillertrup
Følgende 26 spillere blev udtaget til den endelige trup ved VM i fodbold 2022.
Landstræner: Walid Regragui